# 娅尔米拉·克拉托赫维洛娃
娅尔米拉·克拉托赫维洛娃（捷克語：Jarmila Kratochvílová，1951年1月26日—），捷克女子田径运动员。她曾代表捷克斯洛伐克参加1980年夏季奥林匹克运动会田径比赛，获得女子400米银牌。